# Michael Nelles
Michael Nelles (* 1966 in Mülheim an der Ruhr) ist ein deutscher Ökonom.

## Leben
Nach Abschluss seines Studiums 1990 als Diplom-Kaufmann wurde er 1994 an der Universität-Gesamthochschule Essen promoviert, 1999 habilitierte er sich dort. Nelles ist als Universitätsprofessor im Fachbereich Wirtschaftswissenschaften der Bergischen Universität Wuppertal tätig (derzeit beurlaubt), zudem nahm er auch zahlreiche private Lehraufträge als Gastdozent wahr. Seit April 2007 ist er als Vorstandsvorsitzender der Conpair AG tätig. Weiter ist er Vorsitzender des Aufsichtsrates der Brüder Mannesmann AG.